# Pasquale Fiore (calciatore)
Pasquale Fiore (Napoli, 9 dicembre 1953) è un allenatore di calcio ed ex calciatore italiano, di ruolo portiere.

## Carriera
Cresciuto nelle giovanili del Napoli con cui vinse il Torneo di Viareggio nel 1975, andò per la prima volta in panchina il 28 gennaio 1973. Nello stesso anno passò in prestito all'Acireale, facendo ritorno ai partenopei a fine stagione. Con il Napoli esordì in Serie A l'11 gennaio 1976 nella gara contro il Bologna finita 2-2. In quella stagione con gli azzurri conquistò anche la Coppa Italia.
Chiamato da Gennaro Rambone, nel 1976 andò in prestito alla Paganese, che arrivò seconda nel campionato di serie C risultando il miglior portiere del campionato ed il meno battuto. Nell'estate seguente il Napoli lo passò in comproprietà all'Avellino per 500 milioni, senza mai scendere in campo.
Passò quindi al Como nel novembre 1977, ritornando al Napoli alla fine di quella stessa stagione in quanto riscattato dai partenopei. Rimase in maglia azzurra, come secondo di Luciano Castellini, fino al 1984, anno in cui si trasferì all'Udinese come secondo portiere di Brini, giocando insieme a Zico. Nella stagione 1984-85 è secondo portiere all'Udinese dietro a Brini e davanti a Leonardo Cortiula e fa solo panchina in campionato e in coppa Italia. Nella stagione 1985-86 è terzo portiere dietro a Fabio Brini e Beniamino Abate e non figura mai in panchina, né in campionato, né in coppa Italia, a causa di problemi fisici. Militò in seguito nei dilettanti del Donatello in Friuli. 
Dopo il ritiro, avvenuto a 33 anni per rottura del tendine di Achille, nel dicembre 2005 è stato allenatore del VeneziaJesolo femminile (Serie A2) e preparatore dei portieri delle giovanili del Favaro in Promozione; in seguito è stato allenatore in seconda del Laguna di Venezia sempre in Promozione veneta.

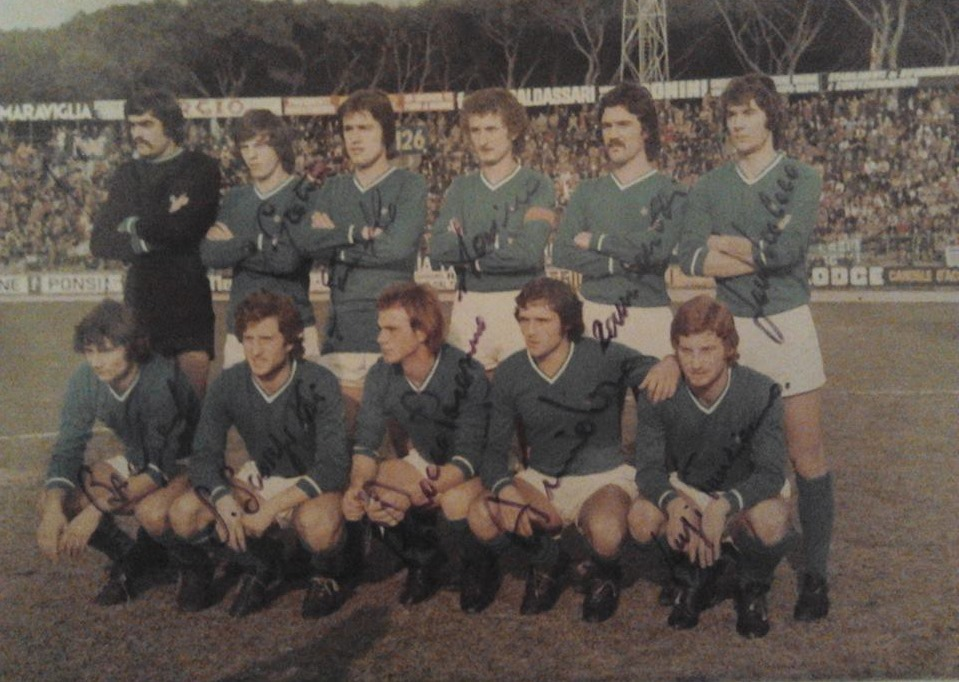
Fiore, in maglia nera, nella rosa del Napoli primavera vittorioso al Torneo di Viareggio del 1975

## Palmarès

### Club

#### Competizioni giovanili
- Torneo di Viareggio: 1

Napoli: 1975

#### Competizioni nazionali
- Coppa Italia: 1

Napoli: 1975-1976